# علم النفس السريري
علم النفس السريري (أو علم النفس الإكلينيكي) هو ذلك العلم الذي يدمج بين العلوم والنظريات والمعرفة السريرية بهدف فهم طبيعة القلق والضغوط والاضطرابات أو الأمراض النفسية والخلل الوظيفي الناتج عنها ومحاولة التخفيف من حدتها والتغلب عليها من خلال الفحص والتشخيص والعلاج، كما أنه يهدف إلى تعزيز السعادة الذاتية لدى الفرد مما يحقق له التقدم على المستوى الشخصي. وعلاوةً على ذلك، فإنه يركز بصورة أساسية على كل من التقييم النفسي والعلاج النفسي والدوائي في الممارسة العملية «النفس الطبي».
في كثير من الدول، يعتبر علم النفس السريري العمود الفقري في العلوم النفسية، ومن المهن الطبية المعنية بالصحة النفسية المعتمدة والمهمة، والتي يحكمها عدد من القواعد والقوانين والمعايير الدولية.

## تاريخ علم النفس السريري ونشأته

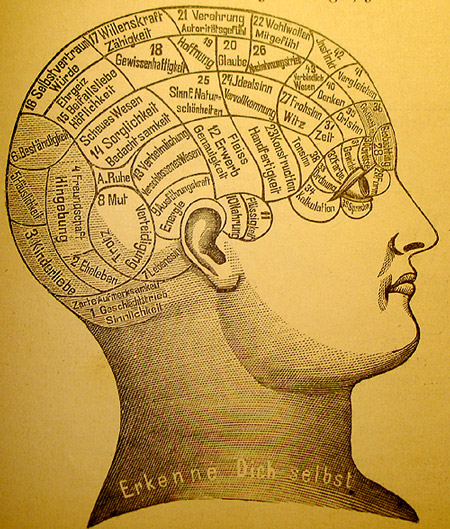
إن العديد من الطرق العلاجية التي عُرفت في القرن الثامن عشر واُستخدمت لعلاج الاضطرابات والضغوط النفسية كانت تعتمد على أفكار علمية زائفة، مثل علم فراسة الدماغ.

على الرغم من أن تاريخ علم النفس الحديث باعتباره علمًا مستقلاً بذاته يرجع غالبًا إلى إنشاء أول معمل متخصص في الأبحاث النفسية في عام 1879 على يد عالم النفس الألماني فيلهلم فوندت، فإن محاولات إيجاد العديد من الوسائل لتقييم وعلاج الضغوط والاضطرابات النفسية كانت موجودة قبل ذلك بفترة طويلة. كما أن الأساليب والوسائل المسجلة في بادئ الأمر كانت تجمع بين وجهات النظر الدينية و/أو الطبية و/أو وجهات النظر المبنية على السحر والشعوذة. ومن أمثلة هؤلاء الأطباء الأوائل في هذا المجال الطبيب Padmasambhava وباتانجالي وأبو بكر الرازي وابن سينا وجلال الدين الرومي.
وفي بداية القرن التاسع عشر، أصبح من الممكن فحص رأس الفرد عن طريق علم فراسة الدماغ - أو ما يعرف بعلم الفرينولوجيا - وهو دراسة شخصية الفرد ومعرفة سماته ودرجة قواه العقلية من خلال شكل الجمجمة. وهناك عدد من الطرق العلاجية الأخرى الشائعة والتي شملت علم فراسة الوجه أو ما يعرف باسم علم الفيزيونوميا - وهو دراسة شكل الوجه وملامحه وتعبيراته - والمسمرية (التنويم المغناطيسي) - وهو إحدى طرق العلاج النفسي التي توصل إليها العالم الألماني مسمر من خلال استخدام المغناطيس. ومن الطرق الأخرى التي شاع استخدامها في العلاج النفسي حينذاك أيضًا فكرة الروحانية والشفاء العقلي الذي يرجع إلى العالم الأمريكي فينياس كويمبي.
وعلى الرغم من أن الأوساط العلمية أعلنت في نهاية المطاف رفضها لجميع هذه الأساليب السابقة، فلم يبدِ علماء النفس الأكاديميون أيضًا أي اهتمام بالحالات الخطيرة من الأمراض النفسية والعقلية. وكان قد تم التعامل مع مثل هذه الحالات بالفعل من خلال مجالات الطب النفسي وطب الأعصاب داخل مصحات ومستشفيات الأمراض النفسية والعقلية. ولم يزل ذلك حتى نهاية القرن التاسع عشر، وتقريبًا حتى قام سيجموند فرويد لأول مرة بتقديم طريقة العلاج بالكلام في فيينا، وهذه كانت البداية الأولى للتطبيق العملي السريري لعلم النفس بصورة علمية.

### بداية علم النفس السريري
بحلول النصف الثاني من القرن التاسع عشر، أصبحت الدراسة العلمية في علم النفس راسخة بصورة جيدة في معامل الجامعة. وعلى الرغم من أن هناك أصوات قليلة كانت تنادي بعلم النفس التطبيقي، بدأ عامة العلماء لا يبالون بهذه الفكرة ويصرون على دراسة العلوم البحتة باعتبارها المجال الجدير بالدراسة فحسب. ولكن تغيَّر هذا الموقف عندما وافق لايتنر ويتمر، أحد تلاميذ فوندت ورئيس قسم علم النفس في جامعة بنسلفانيا، على علاج طفل صغير كان يعاني من صعوبات في النطق. وسرعان ما دفعه علاجه الناجح إلى افتتاح أول عيادة نفسية له في جامعة بنسلفانيا في عام 1896، حيث كان اهتمامه ينصب على مساعدة الأطفال الذين يعانون من صعوبات في التعلم. وبعد مضي عشر سنوات وتحديدًا في عام 1907، كان من المقرر أن يؤسس ويتمر أول مجلة علمية متخصصة في هذا المجال الجديد؛ وأسماها مجلة The Psychological Clinic، حيث طرح مصطلح «علم النفس الإكلينيكي» وعرَّفه بأنه «العلم الذي يُعنى بدراسة الأفراد عن طريق الملاحظة أو التجربة بهدف تعزيز التغيير في حياة الفرد». غير أنه كانت هناك استجابة بطيئة للسير على نهج نموذج ويتمر إلى حد ما، ولكن بحلول عام 1914، كان هناك 26 عيادة نفسية مماثلة في الولايات المتحدة الأمريكية.
ومع تطور علم النفس الإكلينيكي، فلا يزال التعامل مع المشكلات الناجمة عن الاضطرابات النفسية والعقلية الخطيرة يندرج ضمن مجال اختصاص كل من الأطباء النفسيين وأطباء الأعصاب. ومع ذلك، واصل الإخصائيون النفسيون الإكلينيكيون تحقيق التقدم في هذا المجال نتيجة لزيادة مهاراتهم في التقييم النفسي. وجدير بالذكر أن الإخصائيين النفسيين حققوا شهرةً واسعة النطاق وأثبتوا جدارتهم باعتبارهم خبراءً في مجال التقييم النفسي خلال فترة الحرب العالمية الأولى وذلك عن طريق وضع اثنين من اختبارات قياس الذكاء؛ وهما اختبار الجيش ألفا واختبار الجيش بيتا (وذلك لاختبار المهارات اللفظية وغير اللفظية على التوالي)، والذين يمكن استخدامهما مع مجموعات كبيرة من المجندين لقياس ذكائهم وقدراتهم العقلية. ونظرًا لنجاح هذين الاختبارين إلى حد كبير، كان من المقرر أن يصبح التقييم النفسي أساس دراسة علم النفس السريري على مدى ربع قرن فيما مضى، ولكن عندما اندلعت حرب أخرى تغيَّر الوضع مما دفع هذا المجال إلى دراسة العلاج النفسي.

### المؤسسات الأولى المتخصصة في علم النفس السريري
بدأ تنظيم هذا المجال تحت اسم «علم النفس الإكلينيكي» في عام 1917 مع تأسيس جمعية علم النفس السريري الأمريكية. واستمر ذلك حتى عام 1919 فحسب، وهو العام الذي عقبه تأسيس جمعية علم النفس الأمريكية (التي أنشأها جرانفيل ستانلي هول في عام 1892) لقسم علم النفس السريري الذي ظل يمنح شهادات متخصصة في هذا الفرع من علم النفس حتى عام 1927. وتطور هذا المجال بصورة تدريجية فيما بعد على مدار السنوات القليلة التالية وذلك عندما اتحدت مؤسسات علم النفس المختلفة معًا لتشكل الجمعية الأمريكية لعلم النفس التطبيقي في عام 1930، والتي كانت تعد بمثابة المنتدى الرئيسي لعلماء النفس حتى بعد الحرب العالمية الثانية عندما تمت إعادة تنظيم جمعية علم النفس الأمريكية. وفي عام 1945، أسست جمعية علم النفس الأمريكية القسم الثاني عشر لها - وهو قسم علم النفس السريري- الذي ظل مؤسسة رائدة في هذا المجال. وعلاوةً على ذلك، قامت رابطات وجمعيات علم النفس في الدول الناطقة بالإنجليزية بتأسيس أقسام خاصة بعلم النفس السريري وذلك على غرار ما قامت به جمعية علم النفس الأمريكية، ومن بين تلك الدول بريطانيا وكندا وأستراليا ونيوزيلندا.

### الحرب العالمية الثانية وتكامل العلاج النفسي
عندما اندلعت الحرب العالمية الثانية، قام الجيش مرة أخرى باستدعاء العديد من الإخصائيين النفسيين الإكلينيكيين. ذلك، حيث إنه بمجرد عودة الجنود من المعارك الحربية، بدأ الإخصائيون النفسيون ملاحظة إصابة الجنود بأعراض الصدمة النفسية التي يطلق عليها «صدمة القنابل» (والتي عُرِفَت فيما بعد باسم اضطراب ضغط ما بعد الصدمة) والتي تم علاجها بأفضل الطرق وفي أسرع وقت ممكن حينذاك. ونظرًا لأنه تم زيادة عدد الأطباء (بما في ذلك الأطباء النفسيين) لعلاج الحالات التي تعاني من إصابات بدنية وجروح ناتجة عن الحرب، فإنه قد تم استدعاء العديد من الإخصائيين النفسيين للمساعدة في علاج هذه الحالات. وفي الوقت نفسه، قامت الإخصائيات النفسيات (اللاتي تم استبعادهن من المساهمة في علاج حالات الإصابة الناجمة عن الحرب) بتشكيل المجلس الوطني للإخصائيات النفسيات وذلك لمساعدة المجتمعات التي تعاني من الاضطرابات والضغوط النفسية الناجمة عن الحرب ودعم الأمهات الشابات بالنصائح والتوجيهات الخاصة بشأن تربية الأطفال. وبعد انتهاء فترة الحرب، قامت إدارة شؤون المحاربين القدامى بالولايات المتحدة الأمريكية بتخصيص استثمار هائل لوضع برامج لتدريب الإخصائيين النفسيين الإكلينيكيين الحاصلين على درجة الدكتوراه للمساعدة في علاج الآلاف من المحاربين القدامى ممن هم في حاجة إلى رعاية خاصة. ونتيجةً لذلك، تحولت الولايات المتحدة الأمريكية من دولة لا يوجد بها أي برامج جامعية رسمية في علم النفس السريري في عام 1946 إلى دولة تمتلك ما يزيد عن نصف جميع شهادات دكتوراه الفلسفة التي يتم منحها في علم النفس السريري في عام 1950.
جدير بالذكر أن الحرب العالمية الثانية قد ساعدت في إحداث تغييرات جذرية في علم النفس الإكلينيكي، ولم يقتصر ذلك على أمريكا فحسب بل امتد ليشمل العالم أجمع. فقد بدأت الدراسات العليا المتخصصة في علم النفس تشمل العلاج النفسي وذلك بإضافته إلى دراسة علم النفس والبحث العلمي استنادًا إلى نموذج العالِم الممارس الصادر عام 1947، الذي يُعرف اليوم باسم نموذج بولدر، والذي تعتمد عليه برامج دكتوراه الفلسفة في علم النفس الإكلينيكي. وإضافةً إلى ذلك، فقد تطور علم النفس السريري في بريطانيا بدرجة كبيرة مثلما حدث في الولايات المتحدة الأمريكية بعد الحرب العالمية الثانية، ولا سيما في إطار جهود هيئة الخدمات الصحية الوطنية البريطانية، وذلك من خلال شروط التأهيل والمعايير والرواتب التي أقرتها جمعية علم النفس البريطانية.

### نشأة درجة الدكتوراه في علم النفس
بحلول فترة الستينيات من القرن العشرين، أصبح العلاج النفسي جزءًا لا يتجزأ من علم النفس الإكلينيكي، ولكن بالنسبة لكثيرين فإن النموذج التعليمي الخاص بالحصول على درجة دكتوراه الفلسفة لم يقدم التدريب اللازم لهؤلاء الأفراد المهتمين بالممارسة العملية بدلاً من البحث العلمي. كان هناك جدل دائر ومستمر حول كون تطور مجال علم النفس في الولايات المتحدة الأمريكية إلى درجة تضمن التدريب الواضح في الممارسة العملية الإكلينيكية. ونوقش مفهوم منح درجة الممارسة العملية في عام 1965 وتمت الموافقة بصعوبة على برنامج رائد في هذا الصدد في جامعة إلينوي وذلك ابتداءً من عام 1968. وسرعان ما وُضِعَت عدة برامج أخرى مماثلة بعد مضي فترة زمنية وجيزة، وتحديدًا في عام 1973 عندما تم عقد مؤتمر فيل للتدريب المهني في علم النفس فقد نتج عن وضع نموذج الباحث الممارس في علم النفس السريري- أو ما يُعرف باسم نموذج فيل - أنه تم التصديق على منح درجة الدكتوراه في علم النفس. وعلى الرغم من أن التدريب قد استمر ليشمل مهارات البحث والإدراك العلمي لعلم النفس، فإن الهدف من ذلك كان يتمثل في تقديم إخصائيين نفسيين على درجة عالية من التدريب، وذلك على غرار البرامج المنتهجة في الطب البشري وطب الأسنان والقانون. وتجدر الإشارة إلى أن أول برنامج اعتمد بصورة واضحة على نموذج الدكتوراه في علم النفس قد تم وضعه في جامعة روتجرز. وفي الوقت الحالي، فإن ما يقرب من نصف جميع طلاب الدراسات العليا الأميركيين المتخصصين في علم النفس السريري قاموا بتسجيل أنفسهم في برامج الدكتوراه في علم النفس.

### علم النفس السريري كمهنة متطورة
لقد واصل علم النفس السريري منذ فترة السبعينيات من القرن العشرين مسيرة تقدمه وتطوره إلى أن أصبح مهنة قوية ومجالاً للدراسة الأكاديمية. وعلى الرغم من أن العدد الفعلي للإخصائيين النفسيين الإكلينيكيين الممارسين لا يزال غير معروف بالتحديد، تشير التقديرات إلى أن عددهم في الولايات المتحدة الأمريكية ارتفع من 20,000 إلى 63,000 إخصائي نفسي إكلينيكي وذلك في الفترة ما بين 1974 و1990. كما استمر الإخصائيون النفسيون الإكلينيكيون في عملهم باعتبارهم خبراء في مجال التقييم والعلاج النفسي وذلك على الرغم من توسيع دائرة اهتمامهم لتشمل معالجة قضايا الشيخوخة والرياضة ونظام العدالة الجنائية، وهذا على سبيل المثال لا الحصر. ويعد علم نفس الصحة أحد المجالات المهمة، حيث أصبح المجال الأسرع تقدمًا وتطورًا الذي يحظى باهتمام الإخصائيين النفسيين الإكلينيكيين في العقد الماضي. وهناك تغييرات رئيسية أخرى في مجال علم النفس السريري تشمل تأثير الرعاية الموجهة على رعاية الصحة النفسية وزيادة إدراك الفرد لأهمية المعرفة المرتبطة بتنوع السكان وتعدد الثقافات وظهور الامتيازات الخاصة بالنسبة لوصف الأدوية النفسية.

## الممارسة المهنية
يقوم الأخصائيون النفسيون السريريون بأدوار مهمة في مجالات أخرى منها البحث العلمي والتدريس في الجامعات وتقديم الاستشارات النفسية في عياداتهم الخاصة أو المستشفيات العامة، وكذلك العمل في الجيش وعمليات النفسية الحربية والخدمات الطبية العسكرية، والشرطة والاستخبارات من حيث متطلبات البحث الجنائي أو التحقيقات وغسل الدماغ. والمشاركة في تقارير وشهادات الطب الشرعي أو الاستقلالية في تقديم تقارير النفس الشرعي والجنائي، ووضع برامج جلسات العلاج النفسي وتطويرها وإدارتها.
استطاع الإخصائيون النفسيون الإكلينيكيون تقديم مجموعة من الخدمات المتخصصة في مجال علم النفس الإكلينيكي، ومنها ما يلي:
- إدارة التقييم والاختبارات النفسية وتفسيرها
- إجراء الأبحاث النفسية
- تقديم الاستشارات النفسية (خاصةً في المدارس والجامعات والمؤسسات)
- وضع برامج الوقاية والعلاج النفسي
- إدارة برامج جلسات العلاج النفسي
- الإدلاء بشهادة الخبير في القضايا (علم النفس الشرعي)
- تقديم أساليب العلاج النفسي (العلاج النفسي، وحديثا تقديم العلاج الدوائي)
- العمل في مجال التدريس بالجامعات

في الحقيقة، يعمل الإخصائيون النفسيون الإكلينيكيون على مساعدة الأفراد والأزواج والأسر والمجموعات في العديد من الأوساط، ومن بينها العيادات الخاصة والمستشفيات ومؤسسات الصحة النفسية والعقلية والمدارس والمؤسسات والهيئات غير الربحية. كما أن معظم الإخصائيين النفسيين الإكلينيكيين الذين يعملون في مجال البحث العلمي والتدريس يفعلون ذلك أيضًا في الكليات والجامعات. هذا، وقد يختار الإخصائيون النفسيون الإكلينيكيون أيضًا التخصص في مجال معين - ونورد فيما يلي المجالات الشائعة في التخصص والتي يكتسب بعضها شهرة واسعة:
- دراسة مشكلات الأطفال والمراهقين
- دراسة مشكلات الأسرة وتقديم استشارات العلاقات الأسرية
- علم النفس الشرعي
- الصحة
- الاضطرابات النفسية العصبية
- الشركات والمؤسسات
- المدارس
- معالجة اضطرابات معينة (مثل الصدمة النفسية أو الإدمان أو اضطرابات الطعام أو النوم أو الجنس أو الاكتئاب السريري أو القلق أو الفوبيا)
- الرياضة

## التدريب والتصريح بممارسة المهنة

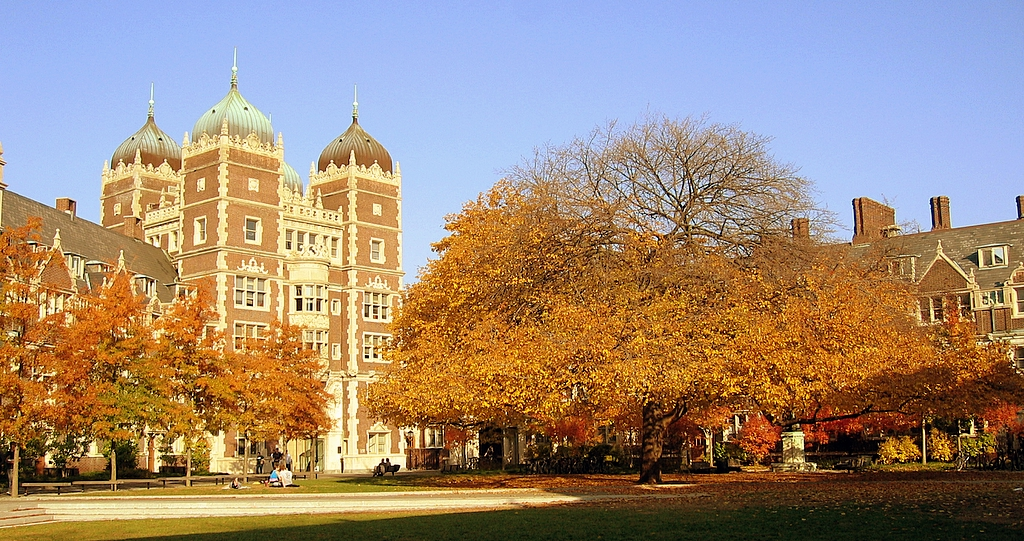
كانت جامعة بنسلفانيا أول من قام بتقديم التعليم الرسمي في علم النفس الإكلينيكي.

يقوم الإخصائيون النفسيون الإكلينيكيون بدراسة أحد البرامج العامة في علم النفس بالإضافة إلى تدريب طلاب الدراسات العليا و/أو الممارسة العملية السريرية والإشراف. وعلاوةً على ذلك، تتفاوت مدة فترة التدريب العملي في جميع أنحاء العالم، حيث تتراوح من أربع سنوات بالإضافة إلى الممارسة العملية التي يتم من خلالها الإشراف على الحاصلين على شهادة البكالوريوس إلى أن يتم الحصول على شهادة الدكتوراه التي تستغرق من ثلاث إلى ست سنوات وتتضمن الممارسة العملية الإكلينيكية. وفي الولايات المتحدة الأمريكية، يتم تدريب ما يقرب من نصف جميع طلاب الدراسات العليا الدارسين لعلم النفس السريري من خلال برامج دكتوراه الفلسفة - النموذج الذي يركز على البحث العلمي - بينما يتم تدريب النصف الآخر منهم من خلال برامج دكتوراه علم النفس النموذج الذي يركز بدرجة كبيرة على الممارسة العملية (وذلك على غرار الدرجات المتخصصة والممنوحة في الطب والقانون). وقد تم اعتماد هذين النموذجين لإقرار العمل بهما من قِبَل جمعية علم النفس الأمريكية وغيرها من جمعيات علم النفس في الدول الناطقة بالإنجليزية. هناك عدد قليل من الكليات التي تقدم برامج معتمدة في علم النفس الإكلينيكي، ونتيجةً لذلك يتم منح درجة الماجستير والتي عادة ما تستغرق مدة تتراوح من سنتين إلى 3 سنوات بالنسبة للطلاب الحاصلين على شهادة البكالوريوس.
أما في المملكة المتحدة، بدأ الإخصائيون النفسيون الإكلينيكيون الشروع في منح درجة الدكتوراه في علم النفس الإكلينيكي؛ وتلك هي درجة الدكتوراه التي يحصل عليها الممارس المهتم بالبحث العلمي والتدريب العملي والإكلينيكي. ويتم تنفيذ هذا البرنامج الممتد لفترة ثلاث سنوات وبدوام كامل الأجر تحت رعاية هيئة الخدمات الصحية الوطنية البريطانية، كما أنه يتم تنظيمه داخلها وفي الجامعات. ويتم التنافس بدرجة كبيرة على الالتحاق بمثل هذه البرامج، علاوةً على أن هذا الالتحاق يتطلب أن يكون الطالب قد أمضى ثلاث سنوات على الأقل من تعليمه الجامعي في دراسة علم النفس بالإضافة إلى تمتعه بدرجة من الخبرة في المجال نفسه وغالبًا ما تكون من خلال قضائه فترة في هذه الهيئة كإخصائي نفسي مساعد أو من خلال دراسته الأكاديمية بوصفه مساعد باحث. ومن الطبيعي بالنسبة لمقدمي طلبات الالتحاق تقديم أوراقهم عدة مرات قبل أن يتم قبولهم في الدورة التدريبية المقررة، حيث إنه يتم قبول ما يقرب من خُمْس المتقدمين في كل عام فحسب. لقد أقرت جمعية علم النفس البريطانية ومجلس المهن الصحية (HPC) منح درجات الدكتوراه في علم النفس الإكلينيكي. يعد مجلس المهن الصحية البريطاني بمثابة الهيئة الشرعية للرقابة على الإخصائيين النفسيين الممارسين في المملكة المتحدة. أما هؤلاء الذين حصلوا بنجاح على درجة الدكتوراه في علم النفس الإكلينيكي، فيكونون مؤهلين لتقديم أوراقهم للتسجيل في هذا المجلس بوصفهم إخصائيين نفسيين إكلينيكيين.
وجدير بالذكر أن الممارسة العملية في علم النفس السريري تتطلب إصدار تصريح بذلك في كل من الولايات المتحدة الأمريكية وكندا والمملكة المتحدة والعديد من الدول الأخرى. وعلى الرغم من أن كل ولاية من الولايات الأمريكية تختلف إلى حد ما عن غيرها من حيث شروط الممارسة العملية وبنود التصريح بها، فهناك ثلاثة عناصر مشتركة نوردها فيما يلي:
1. التخرج من كلية معتمدة بتقدير مناسب
2. إتمام فترة الخبرة السريرية التي تم الإشراف عليها أو التدريب الميداني الإكلينيكي
3. اجتياز امتحان تحريري، وفي بعض الولايات هناك أيضًا امتحان شفوي

فجميع الهيئات المختصة بإصدار تصاريح الممارسة المهنية في كافة الولايات الأمريكية والأقاليم والمقاطعات الكندية أعضاء في جمعية Association of State and Provincial Psychology Boards التي وضعت امتحان الممارسة المهنية في علم النفس وتطبقه. هذا، وتتطلب العديد من الولايات إجراء امتحانات أخرى بالإضافة إلى امتحان الممارسة المهنية في علم النفس، مثل امتحان القانون (أي قانون الصحة النفسية)، و/أو الامتحان الشفوي. كما تتطلب معظم الولايات أيضًا عددًا محددًا من الساعات المعتمدة من التعليم المستمر الذي يتلقاه الإخصائي النفسي السريري سنويًا من أجل تجديد التصريح بمزاولة المهنة والذي يمكن الحصول عليه من خلال طرق مختلفة، مثل حضور دورات المراجعة وحضور ورش العمل المعتمدة. لذا، يتعين على الإخصائيين النفسيين الإكلينيكيين الحصول على تصريح بالممارسة العملية على الرغم من أنه يمكن الحصول على مثل هذه التصاريح بمجرد الحصول على درجة الماجستير، مثل معالج المشكلات الزوجية والأسرية والاستشاري النفسي المعتمد والإخصائي النفسي المعتمد.
في المملكة المتحدة، يعد تسجيل الإخصائي النفسي السريري في مجلس المهن الصحية (HPC) أمرًا ضروريًا. ذلك، حيث إن مجلس المهن الصحية يمثل الهيئة الشرعية التي تتولى مسؤولية الرقابة على الإخصايين النفسيين الممارسين في المملكة المتحدة. هذا بالإضافة إلى أنه تم بموجب القانون البريطاني تحديد الألقاب التالية؛ ومنها الإخصائي النفسي المسجَّل والإخصائي النفسي الممارس، وهكذا كان الحال مع الإخصائي النفسي الإكلينيكي.

## التقييم النفسي
يعد التقييم النفسي مجالاً مهمًا يمد العديد من الإخصائيين النفسيين الإكلينيكيين بمزيد من الخبرة والمعرفة، كما أن هناك العديد من الدلائل التي تشير إلى وجود ما يزيد عن %91 من الإخصائيين النفسيين الذين يشتغلون في مجال الممارسة الإكلينيكية. وعادةً ما يتم إجراء هذا التقييم النفسي بهدف المساعدة في تشكيل افتراضات حول الاضطرابات النفسية أو المشكلات السلوكية. وعلى هذا النحو، عادةً ما تستخدم نتائج هذه التقييمات من أجل التوصل لآراء وأفكار عامة عن الحالة (وليس بهدف التشخيص) وذلك للمساعدة في تكوين خطة العلاج. وهناك أساليب أخرى تشمل الاختبارات الرسمية والمقابلات ومراجعة النتائج السابقة وتقييمها والملاحظة السريرية والفحص الإكلينيكي.
هذا، ويوجد مئات من أساليب التقييم المختلفة على الرغم من أن هناك عددًا قليلاً فحسب من الاختبارات النفسية التي قد ثبت أنها تتضمن قدرًا عاليًا من الصدق (أي أن الاختبار يقيس فعلاً ما يفترض أن يقيسه) والثبات (اتساق معايير القياس نفسها). وبصفة عامة، تندرج هذه المقاييس ضمن أحد التصنيفات المختلفة التالية:
- اختبارات الذكاء واختبارات التحصيل الدراسي - تقيس هذه الاختبارات مستويات محددة من الأداء المعرفي والإدراكي للفرد (وغالبًا ما يُطلق عليها اختبار الذكاء IQ) وذلك مقارنةً بمستويات أداء المجموعة المعيارية. وتساعد هذه الاختبارات، مثل اختبار وكسلر لقياس ذكاء الأطفال WISC-IV (الطبعة الرابعة)، في قياس سمات وخصائص الفرد مثل المعرفة العامة والمهارات اللفظية والذاكرة ودرجة الانتباه والتفكير المنطقي والإدراك المكاني والبصري. استطاعت العديد من الاختبارات التنبؤ بأدق مستويات الأداء بصورة محددة، وخاصةً على المستوى الدراسي.[27]
- اختبارات الشخصية - تهدف اختبارات الشخصية إلى وصف أنماط السلوك والأفكار والمشاعرالمميزة للفرد. وتندرج هذه الاختبارات عمومًا ضمن فئتين: هما الاختبارات الموضوعية والاختبارات الإسقاطية لقياس وتقييم الشخصية. وتعتمد الاختبارات الموضوعية، مثل اختبار مينيسوتا متعدد الأوجه لقياس الشخصية (اختبار MMPI متعدد الأوجه)، على إجابات محددة - مثل الإجابة بنعم/لا أو أسلوب صح/خطأ أو استخدام مقياس لتقدير الدرجات - والذي يسمح بحساب الدرجات التي يمكن مقارنتها بدرجات المجموعة المعيارية. أما الاختبارات الإسقاطية، مثل اختبار رورشاخ - أو ما يعرف باسم اختبار نقاط الحِبْر، فتسمح للفرد بإجابات مفتوحة وغالبًا ما تعتمد على المثيرات الغامضة مما يتيح له الكشف عن نفسه وعن حالته النفسية وعملياته اللاشعورية.
- الاختبارات النفسية العصبية - تتكون الاختبارات النفسية العصبية من مهام صُممت خصيصًا لقياس الوظائف النفسية التي يُعرف أنها ترتبط بمسار معين أو ببنية معينة في الدماغ. ذلك، حيث يتم استخدام هذه الاختبارات في تقييم القصور أو العجز الناتج عن إصابة أو مرض والمعروف بتأثيره على الوظائف المعرفية والعصبية، أو عندما يتم استخدامها في البحث، لمقارنة القدرات النفسية والعصبية داخل المجموعات التجريبية.
- الملاحظة الإكلينيكية - يتم تدريب الإخصائيين النفسيين الإكلينيكيين أيضًا على جمع البيانات اللازمة من خلال مراقبة سلوك الفرد وملاحظته. تعد المقابلة السريرية جزءًا حيويًا من التقييم النفسي، حتى عند استخدام أدوات تقييم أخرى رسمية، والتي يمكن إجراؤها بصورة منظمة أو غير منظمة. وتجدر الإشارة إلى أن مثل هذا التقييم يتناول جوانب معينة من شخصية الفرد، مثل المظهر العام والسلوك والحالة المزاجية والشعور والإدراك والفهم والوعي والتوجه الذاتي والاستبصار والذاكرة ومضمون التواصل مع الآخرين. ومن أمثلة التقييم النفسي في المقابلات الرسمية اختبار الحالة العقلية الذي غالبًا ما يستخدم في الطب النفسي كأداة فحص للمساعدة في العلاج أو إجراء مزيد من الاختبارات.[27]

### الآراء التشخيصية
بعد إجراء التقييم النفسي، يقدم الإخصائي النفسي السريري غالبًا الرأي التشخيصي عن الحالة. وتستخدم معظم الدول التصنيف الإحصائي الدولي للأمراض والمشكلات المتعلقة بالصحة (الإصدار العاشر) - (ICD-10) - على الرغم من أن الولايات المتحدة الأمريكية كثيرًا ما تستخدم الدليل التشخيصي والإحصائي الرابع للاضطرابات النفسية (DSM version IV-TR). هذا، حيث إنهما يقدمان العديد من المفاهيم والمصطلحات الطبية مع الإشارة إلى أنه توجد أنواع من الاضطرابات النفسية التي يمكن تشخيصها عن طريق قوائم محددة تضم مجموعة من المعايير التشخيصية.
هناك العديد من النماذج الحديثة التي ما زالت قيد البحث والمناقشة، ومن بينها «نموذج أبعاد الشخصية» القائم على نماذج الفروق الفردية التي ثبت صدقها بالتجربة (مثل نموذج الأبعاد الخمسة للشخصية) والنموذج الاجتماعي النفسي الذي يركز بقدر أكبر على الحالات الذاتية المشتركة. لذا، يزعم أنصار هذه النماذج أنها تعمل على تيسير عملية التشخيص بدرجة كبيرة وكذلك تتيح الاستفادة السريرية دون الاعتماد على المفهوم الطبي للمرض. ومع ذلك، فإنهم يقرون بأن هذه النماذج ليست فعالة بالدرجة التي تجعلها مستخدمة على نطاق واسع، وأنه ينبغي الحرص باستمرار على تطويرها.
لا يسعى بعض الإخصائيين النفسيين الإكلينيكيين إلى التشخيص، ولكن بدلاً من ذلك يميلون إلى دراسة الحالة الإكلينيكية للمريض والإلمام بكل الصعوبات التي تواجهه ومحاولة معرفة العوامل التي كانت سببًا في تعرضه للضغوط النفسية وتلك التي لا تزال تصاحبه.

## الإسهامات والنظريات السريرية
يتضمن العلاج النفسي العلاقة الأساسية التي توجد بين الإخصائي النفسي والمريض - سواء كان فردًا أو زوجين أو أسرة أو مجموعة صغيرة - مما يساعد في تفعيل مجموعة من الإجراءات التي تهدف إلى تشكيل التوافق العلاجي والكشف عن طبيعة المشكلات والاضطرابات النفسية التي يعاني منها الفرد وتشجيعه على انتهاج طرق جديدة في التفكير أو الشعور أو السلوك.
قام الأطباء الإكلينيكيون بعدد كبير من الإسهامات الفردية التي اعتمدت غالبًا على تدريبهم في هذا المجال - على سبيل المثال، قد يستخدم طبيب العلاج السلوكي المعرفي أوراق عمل لتسجيل حالات الإدراك التي أدت إلى الشعور بالقلق والضيق وقد يشجع المحلل النفسي استخدام أسلوب التداعي الحر، بينما قد يركز الإخصائي النفسي المدرب على استخدام أساليب الجشطالت على التفاعل المباشر بين المريض والمعالج النفسي. وعلى وجه العموم، يسعى الإخصائيون النفسيون الإكلينيكيون جاهدين إلى جعل أعمالهم تستند إلى الأدلة البحثية ونتائج الدراسات بالإضافة إلى آراء علماء النفس الإكلينيكيين ذوي الخبرة. وعلى الرغم من وجود عشرات من أساليب العلاج النفسي المعترف بها في كثير من الأحيان، فغالبًا ما يمكن تصنيف الفروق والاختلافات التي توجد فيما بينها من خلال بعدين هما الاستبصار في مقابل توجيه السلوك والعلاج داخل الجلسة في مقابل العلاج خارج الجلسة.
- الاستبصار - يُقصد به التركيز على الفهم العميق لطبيعة الدوافع الداخلية التي تثير أفكار الفرد ومشاعره (على سبيل المثال، العلاج النفسي الديناميكي).
- توجيه السلوك - ينصب التركيز على تغيير طريقة الفرد في التفكير والسلوك (على سبيل المثال العلاج الموجه لإيجاد حلول للمشكلات والعلاج السلوكي المعرفي).
- العلاج داخل الجلسة - يركز التدخل العلاجي على أهمية التفاعل المباشر والفوري بين المريض والمعالج النفسي أثناء جلسة العلاج (على سبيل المثال، العلاج الإنساني وعلاج الجشطالت).
- العلاج خارج الجلسة - يعتمد جزء كبير من أسلوب العلاج هنا على ما يتم تطبيقه خارج جلسة العلاج النفسي (على سبيل المثال، العلاج بالقراءة والعلاج السلوكي الانفعالي العقلاني).

وعلاوةً على ذلك، تختلف أيضًا الأساليب المستخدمة في العلاج النفسي حسب عدد الأفراد الذين يتم علاجهم وكذلك وفقًا لطبيعة المشكلة التي يتم التعامل معها. فمثلاً، يختلف العلاج النفسي إلى حد كبير في بين كل حالة وأخرى، فعلاج طفل تعرض لصدمة نفسية يختلف عن علاج فرد بالغ يعاني من الاكتئاب ولكنه يتميز بمستوى عالٍ من الأداء، كما أن الأشخاص الذين تم شفاؤهم من إدمان العقاقير أو الحالات التي تعاني من أوهام مرعبة لها علاج نفسي مختلف أيضًا. وهناك عوامل أخرى تلعب دورًا حيويًا في عملية العلاج النفسي تشمل بيئة الفرد وثقافته وعمره ووظائفه الإدراكية والمعرفية ودوافعه، هذا إلى جانب مدة العلاج النفسي (بمعنى ما إذا كان علاجًا نفسيًا قصير الأمد أو طويل الأمد).

### المدارس الأربعة الرئيسية في علم النفس السريري
وفيما يتعلق بالتدريب والممارسة العملية، هناك أربعة مدارس رئيسية تسيطر على مجال علم النفس السريري وتحدد طبيعة الممارسة العملية فيه والتي تتمثل في العلاج النفسي الديناميكي والعلاج الإنساني والعلاج السلوكي والعلاج السلوكي المعرفي والعلاج الأسري.

#### العلاج النفسي الديناميكي
لقد تطور المنظور النفسي الديناميكي نتيجةً لتطور التحليل النفسي الذي قدمه عالم النفس سيجموند فرويد. ويتمثل الهدف الأساسي من التحليل النفسي في جعل اللاوعي واعيًا - أي جعل الفرد على علمٍ تام بدوافع اللاواعي المكبوتة لديه (وبالتحديد الدوافع الأساسية التي تتعلق بالجنس والعدوان) وآليات الدفاع المختلفة التي يستخدمها للسيطرة على كل ما يشعر به. وتتضمن الأساليب الأساسية لعملية التحليل النفسي استخدام أسلوب التداعي الحر وأسلوب التحويل الذي ينتهجه المريض تجاه المعالج النفسي - ويُعرف هذا الأسلوب بميل الفرد المريض للتعبير عن آرائه أو مواقفه أو انفعالاته الداخلية التي ترتبط بشخص مهم في حياته (كالأب مثلاً) وتحويلها تجاه شخص آخر؛ وغالبًا ما يكون المعالج النفسي الذي يقوم بدوره بتفسيرها. وهناك نظريات أخرى حديثة ظهرت بصورة مختلفة عن أساليب التحليل النفسي التي اتبعها فرويد ومنها؛ علم نفس الذات وعلم نفس الأنا ونظرية العلاقة بالموضوع. وتندرج هذه الاتجاهات الفكرية العامة الآن تحت مظلة المصطلح الشامل علم النفس الديناميكي الذي يبحث موضوعات عامة؛ منها تفسير المعالج النفسي لأسلوب التحويل وآليات الدفاع التي ينتهجها المريض وإدراك قوى اللاوعي لديه والاهتمام بمعرفة كيف أن التطورات التي حدثت في مرحلة طفولة الفرد قد ساهمت في تشكيل حالته النفسية الحالية.

#### العلاج النفسي الإنساني
لقد تطور علم النفس الإنساني في فترة الخمسينيات من القرن العشرين كرد فعل لظهور كل من المدرسة السلوكية والتحليل النفسي، ويرجع ذلك بدرجة كبيرة إلى أسلوب العلاج النفسي المتمركز حول المريض الذي وضعه كارل روجرز (والذي غالبًا ما يشار إليه باسم علاج روجرز) وعلم النفس الوجودي الذي نشأ وتطور على يد كل من فيكتور فرانكل ورولو ماي. كان «روجرز» يؤمن بأن المريض يحتاج إلى ثلاثة أمور فحسب من الطبيب النفسي المعالج له لكي يتمكن من التحسن العلاجي - وتتمثل تلك الأمور في؛ أولاً، التوافق والانسجام والقبول، وثانيًا، التقدير الإيجابي غير المشروط، وأخيرًا، التفهُّم والتعاطف مع ما يقوله المريض. واستنادًا إلى مفاهيم المدرسة الظواهرية (التي تعتمد على فلسفة دراسة الظواهر أو ما يُعرف باسم الفينومينولوجيا) والذاتية المتبادلة (أي العلاقة بين الذات والذات) وصيغ المتكلم التي تعبر عن الأنا والذات، حاول الاتجاه الإنساني في علم النفس إلقاء الضوء على الإنسان ككل وليس على مجرد جوانب من شخصيته. ويرتبط هذا الجانب الشمولي بهدف آخر من أهداف العلاج النفسي الإنساني في علم النفس الإكلينيكي؛ الأمر الذي يحقق التكامل للفرد ككل، وهذا ما يُطلق عليه تحقيق الذات. ووفقًا للاتجاه الإنساني، يتمتع كل فرد بقدراته وإمكاناته وموارده الخاصة التي تساعده في بناء شخصية قوية والتأكيد على أهمية مفهوم الذات. وتتمثل مهمة إخصائي علم النفس الإنساني في مساعدة الفرد في الاستفادة من هذه الموارد وتسخيرها لصالحه وذلك من خلال العلاقة العلاجية التي تنشأ بينه وبين المريض.

#### العلاج السلوكي والعلاج السلوكي المعرفي
نشأ العلاج السلوكي المعرفي نتيجةً للجمع بين العلاج المعرفي والعلاج السلوكي الانفعالي العقلاني، الذين استُمدا من علم النفس المعرفي والمدرسة السلوكية. ويعتمد العلاج السلوكي المعرفي على النظرية التي توضح مدى ارتباط كل من أفكارنا (المعرفة) ومشاعرنا (العاطفة) وسلوكياتنا (السلوك) ببعضها ومدى تفاعلها معًا في صور معقدة. ومن خلال هذا المنظور يتضح أن هناك أساليب محددة يكون فيها خلل أو اضطراب في تفسير العالم أو تقييمه (ويبدو ذلك غالبًا من خلال الخطط أو المعتقدات السلبية الخاطئة التي يتبناها الفرد) يمكن أن تؤدي إلى معاناة هذا الفرد من الضغوط والاضطرابات النفسية أو المشكلات السلوكية. ويتمثل الهدف من معظم أساليب العلاج المعرفي السلوكي في اكتشاف وتحديد اضطرابات التفاعل أو التواصل وذلك من خلال الطرق المنهجية المختلفة التي يتبعها المعالج النفسي لمساعدة المريض في التغلب على هذه الاضطرابات النفسية وتجاوزها والحيلولة دون حدوثها ليعيش حياة سعيدة وآمنة. هناك العديد من الأساليب الحديثة المستخدمة في العلاج السلوكي المعرفي، مثل أسلوب تقليل الحساسية التدريجي وأسلوب طرح الأسئلة السقراطي والاحتفاظ بسجل الملاحظات المعرفية الخاص بالمريض. لقد تطورت أيضًا الأساليب المستخدمة في تعديل السلوك الإنساني والتي يتضمنها العلاج السلوكي المعرفي، ومن بينها العلاج السلوكي الجدلي والعلاج المعرفي المعتمد على التنبيه الذهني.
من ناحية أخرى، يعد العلاج السلوكي أحد المجالات الغنية بالبحث. ذلك، حيث يعد من المجالات البحثية التي لاقت إقبالاً كبيرًا من الباحثين النفسيين، كما أنه يحظى بقاعدة عريضة من الدراسات والأعمال البحثية. هذا، وترجع أصوله إلى مفاهيم ومبادئ المدرسة السلوكية. ووفقًا للعلاج السلوكي، يمكن أن تنبئ الأحداث والظواهر البيئية عن الطريقة التي نفكر ونشعر بها. إن سلوكنا يحدد شروط مدى تأثرنا بالظروف والبيئة المحيطة بنا والتي يتم تقييمنا وفقًا لها. وفي بعض الأحيان، يدفع هذا التقييم السلوك إلى زيادة تعزيز الذات، وفي أحيان أخرى يقلل السلوك من العقاب. وغالبًا ما يستدعي الأمر من إخصائيي العلاج السلوكي إجراء تحليل السلوك التطبيقي. لقد قاموا بدراسة العديد من الجوانب بدءًا من عوامل تأخر النمو ووصولاً إلى الاكتئاب واضطرابات القلق. وفيما يتعلق بمجال الصحة النفسية وحالات الإدمان، نُشِر مقال مؤخرًا في القائمة التابعة لجمعية علم النفس الأمريكية يحتوي على عدد من الممارسات العملية الواعدة والمنظمة جيدًا في هذا الصدد ووُجِد أن هناك عددًا هائلاً منها يعتمد على مبادئ الاشتراط الإجرائي والسلوك الاستجابي. هذا، وقد ظهرت أساليب التقييم المتعددة من خلال هذا المنهج، ومن بينها التحليل الوظيفي (علم النفس)، مما أدى إلى وجود اهتمام بالغ بنظام التعليم المدرسي. وعلاوةً على ذلك، فهناك برامج التدخل العلاجي متعددة المحاور التي قد نشأت أيضًا نتيجةً لهذا المنهج السلوكي المعرفي، ومن بينها طريقة تعزيز المجتمع لعلاج المشكلات المرتبطة بحالات الإدمان وعلاج التقبل والالتزام والعلاج النفسي التحليلي الوظيفي، بما في ذلك العلاج السلوكي الجدلي والتنشيط السلوكي. وبالإضافة إلى ذلك، فهناك أساليب علاجية حديثة محددة قد استندت في نشأتها إلى هذا المنهج، مثل التعامل مع حالات الطوارئ والعلاج بالتعرض للمخاوف النفسية.

#### العلاج الأسري
يهدف العلاج الأسري أو العلاج المجموعي إلى العمل مع الأزواج والعائلات، كما أنه يركز على العلاقات الأسرية باعتبارها عاملاً مهمًا في مجال الصحة النفسية. ويهتم هذا العلاج النفسي كثيرًا بالعلاقات وأساليب التفاعل بين الأشخاص، ولا سيما ملاحظة كيف أن التغيير الذي يطرأ على أحد الأفراد سوف يؤثر على المجموعة بأكملها. ووفقًا لذلك، فإنه يتم توجيه العلاج النفسي هنا لمعظم أفراد المجموعة كلما أمكن ذلك. ويمكن أن تشمل أهداف العلاج النفسي في هذه الحالات تعزيز التواصل بين أفراد المجموعة وترسيخ الدور الصحي وسماع أفراد المجموعة وهم يعبرون عن مشاعرهم ومشكلاتهم ومناقشة السلوكيات والتحديات والمشكلات المشتركة فيما بينهم. ومن أشهر علماء النفس المساهمين في مجال العلاج الأسري جون جوتمان وجاي هالي وسو جونسون وفرجينيا ساتير.

### الاتجاهات العلاجية الرئيسية الأخرى
توجد عشرات الاتجاهات أو المدارس المعتمدة في مجال العلاج النفسي، وفيما يلي نورد عددًا قليلاً من هذه الاتجاهات العلاجية الرئيسية التي لم يرد ذكرها فيما سبق. وعلى الرغم من أنها جميعها تمتلك مجموعة نموذجية من الأساليب العلاجية الحديثة التي يستعين بها الأطباء النفسيون الممارسون، فإنها تشتهر عمومًا بتقديم إطار للنظرية أو الفلسفة التي تُوجِّه المعالج النفسي أثناء عمله مع المريض.
- العلاج النفسي الوجودي - يفترض العلاج النفسي الوجودي أن الأفراد يتمتعون إلى حد كبير بحرية اختيار شخصياتهم وطريقة تفسيرهم للعالم من حولهم وكذلك الطريقة التي يتفاعلون بها معه. كما أنه يهدف إلى مساعدة المريض في التعرف على المعنى الأعمق للحياة وقبول تحمل مسؤولية وجوده فيها. وعلى هذا النحو، فإن الاتجاه الوجودي يتناول القضايا الجوهرية في حياة الفرد، مثل الموت والعزلة والحرية. هذا، ويؤكد المعالج الوجودي على قدرة المريض على أن يكون واعيًا وعلى حرية اختياره في الوجود وترسيخ الهوية الشخصية وتوطيد العلاقات الاجتماعية وإيجاد معنى للحياة والتعايش مع القلق الطبيعي المصاحب لوجوده فيها.[41] ومن المؤلفين المهمين في مجال العلاج النفسي الوجودي رولو ماي وفيكتور فرانكل وجيمس بوجينتال وإرفين يالوم.

ومن أساليب العلاج النفسي المؤثرة والتي نشأت نتيجةً لتطور العلاج الوجودي علاج الجشطالت الذي أسسه فريتز بيرلز في الخمسينيات من القرن العشرين. ومن الشائع أن الأساليب الحديثة المستخدمة في هذا العلاج تهدف إلى تعزيز الأنواع المختلفة من الوعي الذاتي لدى الفرد - ومن هذه الأساليب المعروفة جيدًا أسلوب الكرسي الخالي - مما يجعلها تكشف بصورة عامة عن مدى المقاومة للاتصال الصادق والصريح، كما أنها تجد حلولاً للصراعات النفسية الداخلية وتساعد الفرد في إتمام عمله الذي لم ينجزه بعد.
- علم نفس ما بعد الحداثة - يذكر علم نفس ما بعد الحداثة أن الواقع ما هو إلا بناء ذاتي يعتمد على اللغة والمحيط الاجتماعي والتاريخ وذلك دون أية حقائق جوهرية.[43] وبما أنه لم يتم الاعتراف بالمرض النفسي والصحة النفسية باعتبارهما من الحقائق الموضوعية المحددة، فإنه بدلاً من ذلك يرى إخصائي علم نفس ما بعد الحداثة أن هدف العلاج النفسي يعد أمرًا يحدده كل من المريض والطبيب النفسي المعالج له.[44] وتشمل صور العلاج النفسي فيما بعد الحداثة العلاج القصصي والعلاج المتمركز حول حل المشكلات والعلاج بالترابط.
- علاج ما وراء الشخصية - يركز علاج ما وراء الشخصية بدرجة كبيرة على الجانب الروحي من حياة الإنسان.[45] كما أنه لا يتضمن مجموعة من الأساليب العلاجية بقدر ما يتضمن الرغبة في مساعدة الفرد في اكتشاف الجانب الروحي لديه و/أو حالات الوعي السامية. وعلاوةً على ذلك، فإنه يهتم أيضًا بمساعدة المريض في تحقيق أكبر قدر من إمكاناته وقدراته الكامنة. ومن أشهر المؤلفين في هذا المجال كين ويلبر وأبراهام ماسلو وستانيسلاف جروف وجون ويلوود وديفيد برازير وروبرتو أساجيولي.

### اتجاهات فكرية أخرى
- التعددية الثقافية - على الرغم من أن المبادئ والأسس النظرية في علم النفس تعد متأصلة في الثقافة الأوروبية، فإن هناك إدراك متزايد بوجود اختلافات وفروق عميقة بين مختلف الجماعات العرقية والفئات الاجتماعية، لذا ينبغي أخذ هذه الفروق الثقافية في الاعتبار في حالة اتباع نظم العلاج النفسي المختلفة.[33] وعلاوةً على ذلك، فإن الأجيال التي عقبت هجرة المهاجرين ستتمتع إلى حد ما بالجمع بين نوعين أو أكثر من الثقافات، سواء تلك الجوانب الثقافية التي استمدت من الآباء أو من خلال المجتمع المحيط، ومن ثم فإن عملية التبادل الثقافي يمكن أن تلعب دورًا فعالاً في العلاج النفسي (وربما تمثل هذه العملية المشكلة الحالية). وجدير بالذكر أن الثقافة تؤثر على الأفكار التي تتعلق بالتغيير والبحث عن المساعدة وموضع السيطرة والسلطة وأهمية الفرد في مقابل الجماعة، فجميع هذه العوامل من المحتمل أن تتصادم مع المعطيات المؤكدة والموجودة في نظرية العلاج النفسي والممارسة العملية السائدة.[46] وعلى هذا النحو، فهناك دافع متزايد لدمج معارف وثقافات الجماعات المختلفة من أجل تقديم الممارسة العلاجية بطريقة تتسم بمزيد من الفاعلية والدقة على المستوى الثقافي.[47]
- الحركة النسائية الداعية للمساواة بين الجنسين - يعد العلاج النسائي اتجاهًا نشأ نتيجةً للتفرقة بين نشأة معظم النظريات النفسية (التي وضعها الكتَّاب الذكور) ومعظم الأفراد الذين يسعون للاستشارات النفسية على اعتبار كونهن إناث. كما أنه يركز على معرفة الأسباب الاجتماعية والثقافية والسياسية للمشكلات التي تواجه عملية تقديم الاستشارات النفسية وإيجاد حلول لها. وجدير بالذكر أنه يشجع المريض على المشاركة في العالم بشكل أكبر على المستويين السياسي والاجتماعي.[48]
- علم النفس الإيجابي - يُطلق علم النفس الإيجابي على الدراسة العلمية للسعادة الإنسانية بما يحقق للفرد وللمجتمع التقدم والازدهار، وهو تيار حديث جدًا حيث بدأ انطلاقه في عام 1998 بسبب الدعوة التي وجهها مارتن سليجمان[49] الذي أصبح رئيسًا لجمعية علم النفس الأمريكية فيما بعد. هذا، ويؤكد تاريخ علم النفس أن هذا المجال كان يهتم في الأساس بمعالجة الأمراض النفسية بدلاً من الصحة النفسية. ونتيجةً لذلك، تهدف النماذج التطبيقية لعلم النفس الإيجابي بصورة رئيسية إلى التركيز على تعزيز الحياة الإيجابية للفرد والقدرة على تحقيق التقدم والازدهار وذلك من خلال تعزيز أمور مثل التفاؤل بشأن المستقبل والحكمة والمعرفة وضبط الذات في الوقت الحاضر والتحلي بسمات شخصية إيجابية مثل الشجاعة والمثابرة والإيثار.[50][51] وهناك دليل عملي أولي يظهر أنه من خلال تعزيز العوامل الثلاثة الرئيسية التي ذكرها رائد علم النفس الإيجابي «مارتن سليجمان» لتحقيق سعادة الفرد في الحياة - والمتمثلة في المشاعر الإيجابية (الحياة السعيدة) والعمل وإيجاد معنى للحياة (الحياة الهادفة) - يمكن أن يقلل العلاج الإيجابي من حدوث الاكتئاب الإكلينيكي.[52]

### تكامل أساليب العلاج النفسي
على مدار العقدين الماضيين، كان هناك اتجاه متزايد نحو الجمع بين طرق العلاج النفسي المختلفة، ولا سيما مع زيادة فهم المشكلات المرتبطة بالثقافة ونوع الجنس والروحانية والتوجه الجنسي. لذا، بدأ الإخصائيون النفسيون الإكلينيكيون في البحث عن نقاط الضعف ونقاط القوة المختلفة التي يتميز بها هذا الاتجاه، هذا إلى جانب العمل في المجالات الأخرى ذات الصلة مثل علم الأعصاب وعلم الوراثة وعلم الأحياء التطوري وعلم الأدوية النفسية. وكانت نتيجة ذلك أن تزايد تطبيق مبدأ الانتقائية في العلاج النفسي من قِبَل الإخصائيين النفسيين الذين درسوا العديد من النظم والأساليب الأكثر فاعلية في العلاج النفسي وذلك بقصد تقديم أفضل حل لأية مشكلة نفسية تواجه مرضاهم.

## أخلاقيات المهنة في علم النفس السريري
يخضع مجال علم النفس السريري في معظم الدول لرقابة مشددة من خلال تطبيق قانون أخلاقيات المهنة. ففي الولايات المتحدة الأمريكية، ينص قانون السلوك الصادر عن جمعية علم النفس الأمريكية على أخلاقيات المهنة، والذي يتم تطبيقه في الولايات الأمريكية لتحديد شروط إصدار التصريح بالممارسة العملية الإكلينيكية. ويضع هذا القانون الصادر عن جمعية علم النفس الأمريكية معيارًا أعلى من ذلك الذي تم تحديده بموجب القانون، نظرًا لأنه يتعلق بتوجيه السلوك المسؤول وحماية المرضى وتحسين حالة الأفراد والمؤسسات والمجتمع. ويُطَبَق هذا القانون على جميع الإخصائيين النفسيين في كل من ميدان البحث العلمي والمجالات التطبيقية.
هذا، ويستند القانون الصادر عن جمعية علم النفس الأمريكية إلى خمسة مبادئ هي: الإحسان إلى المرضى وعدم الإضرار بهم والإخلاص والمسؤولية والأمانة والعدالة واحترام حقوق الأفراد وكرامتهم. وهناك بعض البنود التفصيلية التي تتناول كيفية حل المشكلات الأخلاقية وقضايا الكفاءة والعلاقات الإنسانية والخصوصية والسرية والإعلان وحفظ السجلات والرسوم والتدريب والبحوث والنشر والتقييم والعلاج.

## المقارنة بالمهن الأخرى في مجال الصحة النفسية
انظر أيضًا: إخصائي الصحة النفسية 

### الطب النفسي

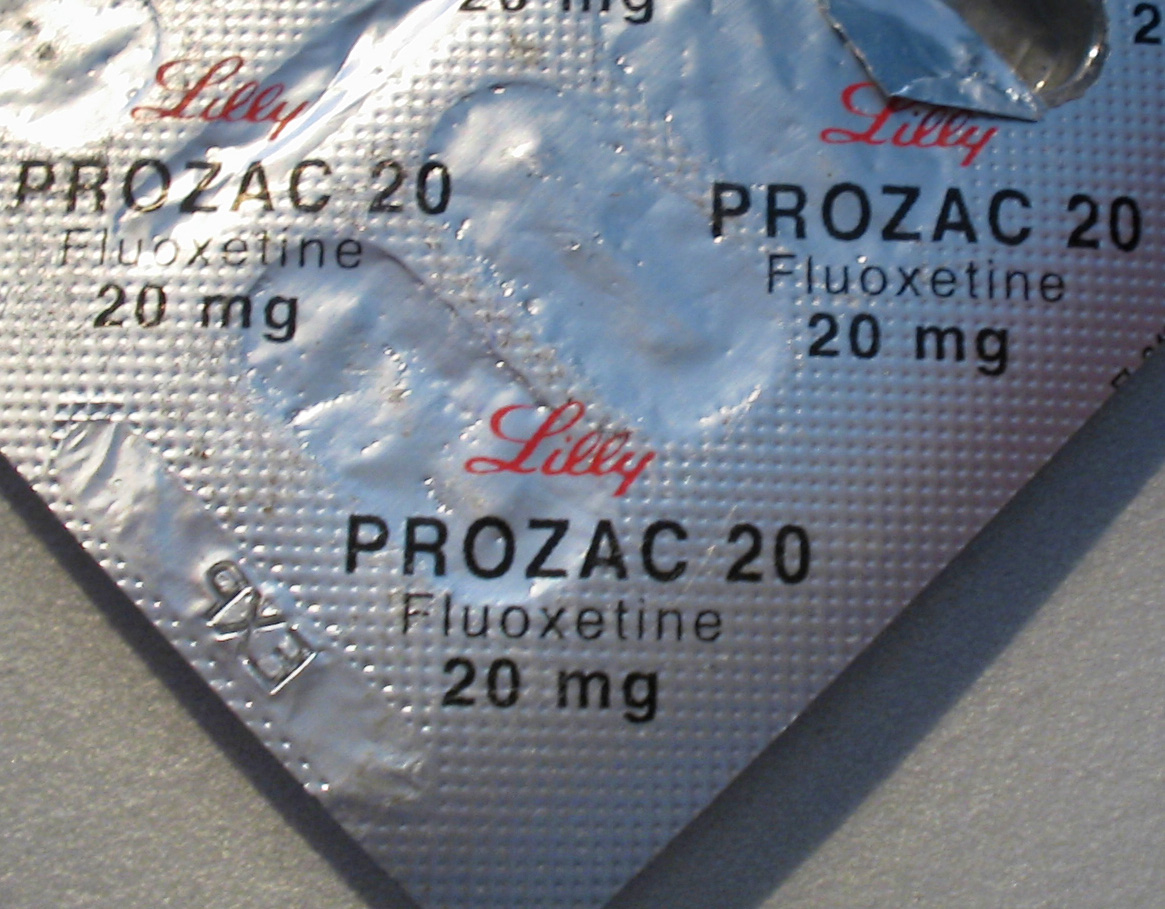
يعد هيدروكلوريد فلوكستين، وهو الدواء الذي قدمته شركة ليلي (Lilly) باسم بروزاك، أحد الأدوية الشائعة المضادة للاكتئاب والتي يصفها الأطباء النفسيون لمرضاهم. هناك اتجاه بطيء ولكنه متزايد نحو منح امتيازات بوصف الدواء للإخصائيين النفسيين المؤهلين لذلك.

على الرغم من أنه يمكن القول إن الإخصائيين النفسيين الإكلينيكيين والأطباء النفسيين يسعون معًا من أجل تحقيق نفس الهدف الأساسي المشترك فيما بينهم - ألا وهو التخفيف من حدة الضغوط والاضطرابات النفسية - فغالبًا ما يختلف تمامًا تدريبهم ونظرتهم ومنهجياتهم في العلاج النفسي. ولعل الاختلاف الواضح والأكثر أهمية فيما بينهم يتمثل في أن الأطباء النفسيين هم أطباء معتمدون ومُصرَّح لهم بممارسة المهنة. ومن هذا المنطلق، يستخدم الأطباء النفسيون غالبًا النموذج الطبي لتقييم المشكلات والاضطرابات النفسية (حيث يرون هؤلاء الأفراد الذين يتم علاجهم باعتبارهم مرضى يعانون من مرض نفسي)، كما يعتمدون على وصف الأدوية النفسية باعتبارها الطريقة الرئيسية لعلاج المرض النفسي، وهذا على الرغم من استخدام العديد من الأطباء النفسيين العلاج النفسي أيضًا. يستطيع الأطباء النفسيون والإخصائيون النفسيون الإكلينيكيون المعتمدون (الذين تم التصريح لهم بممارسة مهنة الطب) وصف الادوية النفسية واإجراء الفحوصات الطبية السريرية وطلب إجراء الاختبارات المعملية وتشخيصها وكذلك عمل رسم مخ (EEG)، كما يمكن طلب إجراء أشعة على المخ مثل الأشعة المقطعية (CT) أو عمل أشعة بجهاز التصوير المقطعي (CAT) وأشعة الرنين المغناطيسي (MRI) والأشعة المقطعية بالانبعاث البوزيتروني (PET).
وبصفة عامة، لا يسعى الإخصائيون النفسيون الإكلينيكيون إلى وصف الدواء على الرغم من أن هناك اتجاه دولي متزايد نحو منح الإخصائيين النفسيين امتيازات لتقديم الوصفات الطبية. ويتطلب الحصول على هذه الامتيازات الطبية تلقي الإخصائي النفسي السريري المزيد من التدريب والتعليم. حتى الآن، قد يقوم الإخصائيون النفسيون الإكلينيكيون المعتمدون بوصف الأدوية النفسية في جزيرة جوام وولاية نيو مكسيكو ولويزيانا، اوريجون. وكذلك في بعض الدول الأخرى. وكذلك الإخصائيين النفسيين العسكريين الذين يقومون بإعداد الجنود إعدادًا نفسيًا لرفع معنوياتهم.

### علم النفس الإرشادي
يقوم إخصائيو الإرشاد النفسي بدراسة واستخدام الكثير من طرق التدخل العلاجي والأساليب والأدوات نفسها التي يستعين بها الإخصائيون النفسيون الإكلينيكيون، ومن بينها العلاج النفسي والتقييم. وبشكل تقليدي، يسعى إخصائيو الإرشاد النفسي إلى مساعدة الأفراد الذين يعانون من اضطرابات نفسية عادية أو بسيطة - مثل مشاعر القلق أو الحزن الناتجة عن الأحداث أو التغيرات التي يتعرضون لها في حياتهم اليومية. كذلك، يتلقى معظم إخصائيي الإرشاد النفسي دورات تدريبية متخصصة في التقييم النفسي والعلاج الجماعي وتقديم الاستشارات الخاصة بالعلاقات بين الأفراد، على الرغم من أن بعضهم يعملون أيضًا لعلاج المشكلات الأكثر خطورة التي تم تدريب الإخصائيين النفسيين الإكلينيكيين على التعامل معها، مثل الحالات التي تعاني من الجنون أو الذهان (الاضطراب العقلي).
هناك عدد قليل من برامج الإرشاد النفسي وذلك مقارنةً بعدد برامج علم النفس الإكلينيكي، كما أن برامج الإرشاد النفسي غالبًا ما تركز على مجالات التربية والتعليم بدلاً من تركيزها على علم النفس. ويعمل كل من المتخصصين في مجالي علم النفس السريري والإرشادي معًا في أماكن مختلفة، ولكن غالبًا ما نجد إخصائيي الإرشاد النفسي يعملون في مراكز تقديم الاستشارات النفسية بالجامعات وذلك على العكس من الإخصائيين النفسيين الإكلينيكيين الذين يعملون بالمستشفيات والعيادات النفسية الخاصة. وهناك تداخل كبير بين هذين المجالين ولا يزال من الصعب التفرقة بينهما.

### علم النفس المدرسي
يهتم الإخصائي النفسي المدرسي في المقام الأول بتعزيز الصحة النفسية والتطور الاجتماعي والأكاديمي لدى الأطفال والمراهقين في البيئة التعليمية بالمدرسة. ففي المملكة المتحدة، يُعرف باسم «الإخصائي النفسي التربوي». وكما هو الحال مع الإخصائيين النفسيين الإكلينيكيين (وإخصائيي الإرشاد النفسي)، فإنه يتم منح الإخصائي النفسي المدرسي الحاصل على درجة الدكتوراه رخصة للعمل باعتباره إخصائيًا نفسيًا يقدم خدمات صحية وكذلك بالنسبة للكثير الذين يعملون في العيادات النفسية الخاصة. وعلى عكس الإخصائيين النفسيين الإكلينيكيين، فإن الإخصائي النفسي المدرسي يتلقى المزيد والمزيد من التدريب العملي في مجالات التربية والتعليم وتطور الأطفال والسلوك وعلم نفس التعلم. ومن بين هذه الدرجات العلمية الدرجة التعليمية المتخصصة ودرجة الدكتوراه في الفلسفة ودرجة الدكتوراه في التربية.
لقد ركزت الأدوار المهمة التقليدية التي يقوم بها الإخصائيون النفسيون في المدارس بصورة أساسية على تقييم الطلاب لتحديد مدى قدراتهم على تقديم خدمات التعليم الخاصة في المدارس وكذلك على التشاور مع المعلمين والإخصائيين الآخرين بالمدرسة من أجل تحديد وتنفيذ التدخلات التي تكون في صالح الطلاب. وهناك أيضًا أدوار أخرى مهمة تشمل تقديم العلاج النفسي الفردي والجماعي للتلاميذ وأسرهم ووضع برامج وقائية (على سبيل المثال، للحد من ظاهرة تسرب التلاميذ من التعليم) وتقييم البرامج المدرسية والعمل مع المعلمين والإداريين للمساعدة في تحقيق أقصى قدر من فاعلية التدريس، سواء في الفصول الدراسية أو على مستوى منظومة التعليم ككل.

### الخدمة الاجتماعية السريرية
يقدم الإخصائيون الاجتماعيون العديد من الخدمات التي تركز بصفة عامة على المشكلات الاجتماعية وأسبابها وإيجاد حلول لها. ومن خلال التدريب الخاص، قد يقدم الإخصائيون الاجتماعيون الإكلينيكيون أيضًا الاستشارات النفسية (في الولايات المتحدة الأمريكية وكندا)، بالإضافة إلى تقديمهم الخدمة الاجتماعية التقليدية. ويتطلب الحصول على درجة الماجستير في الخدمة الاجتماعية بالولايات المتحدة الأمريكية برنامجًا مدته عامان ويتضمن 60 ساعة من الساعات المعتمدة من التعليم، بحيث يشتمل على الأقل على سنة واحدة من الممارسة العملية والتدريب الميداني (وسنتين بالنسبة للأطباء الإكلينيكيين).

### العلاج المهني
العلاج المهني،(Occupational therapy - الذي غالبًا ما يُختصر إلى OT)، يُقصد به ممارسة الأنشطة الإنتاجية أو الإبداعية لعلاج الأفراد الذين يعانون من إعاقة جسدية أو ذهنية أو اضطرابات نفسية أو بقصد إعادة تأهيلهم. ويعمل المعالجون المهنيون على مساعدة الأفراد الذين يعانون من إعاقات مختلفة وذلك لتمكينهم من تنمية مهاراتهم وقدراتهم إلى أقصى حد ممكن للتغلب على هذه الإعاقات. إن ممارسي العلاج المهني هم إخصائيون ماهرون وذوو خبرة كبيرة في هذا المجال؛ حيث إن تعليمهم قد شمل دراسة نمو الإنسان وتطوره إلى جانب التركيز بوجه خاص على العوامل البيئية والمعرفية والثقافية والاجتماعية والنفسية والانفعالية والجسدية التي أدت إلى الإصابة بالمرض أو الإعاقة. كما أنهم يعملون جنبًا إلى جنب مع الإخصائيين النفسيين الإكلينيكيين في أماكن مثل مستشفيات الصحة النفسية التي تقدم الرعاية للمرضى داخلها وخارجها وعيادات علاج الآلام وعيادات علاج اضطرابات الطعام ومراكز تنمية مهارات الأطفال. هذا، ويستخدم العلاج المهني لدعم الجلسات التي تقدم الاستشارات النفسية للأفراد والمجموعات وكذلك الأساليب التي تعتمد على ممارسة الأنشطة لعلاج الأعراض النفسية وتعزيز دور الفرد بشكل فعال من خلال ممارسة أنشطة الحياة اليومية.

## الانتقادات الموجهة لعلم النفس السريري والقضايا المثيرة للجدل
يعد علم النفس السريري مجالاً متنوعًا، كما أن هناك جدل دائر حول المدى الذي ينبغي عنده تقييد الممارسة السريرية بالأساليب العلاجية التي تدعمها الأبحاث التجريبية. وعلى الرغم من وجود بعض الأدلة التي توضح أن جميع الطرق العلاجية الرئيسية المستخدمة في علم النفس تعد ذات فاعلية مماثلة تقريبًا، فلا يزال يزداد الجدل حول فاعلية مختلف الأساليب العلاجية المستخدمة في علم النفس الإكلينيكي.
وقد ذُكِرَ أن علم النفس السريري نادرًا ما يتوافق مع مجموعات المرضى، كما أنه يميل إلى معالجة المشكلات الفردية وإغفال المشكلات الناجمة عن عدم المساواة الاجتماعية والسياسية والاقتصادية والتي قد لا يكون المريض مسؤولاً عنها. وزعم البعض أن الممارسات العلاجية ترتبط حتمًا بعدم تكافؤ هذه القوى، الأمر الذي يمكن استخدامه في الخير والشر. وقد أفادت حركة علم النفس النقدي أن علم النفس الإكلينيكي، وبعض التخصصات والفروع الأخرى التي شكلت مجموعة العلوم النفسية، لم ينجح غالبًا في معالجة حالات عدم المساواة والظلم الجائر وعدم تكافؤ القوى في المجتمع، كما أنه من الممكن أن يلعب دورًا في تعزيز الرقابة الاجتماعية والأخلاقية على الضرر والحرمان والانحراف والاضطراب.
وأشارت المقالة الرئيسية التي صدرت في أكتوبر 2009 في مجلة نيتشر العلمية البريطانية إلى أن هناك عددًا كبيرًا من ممارسي علم النفس السريري في الولايات المتحدة الأمريكية ينظر إلى الأدلة العلمية على اعتبار أنها أقل أهمية من خبرتهم الشخصية - التي تعد في حد ذاتها خبرة إكلينيكية ذاتية.

## المجلات العلمية المتخصصة في علم النفس السريري
نورد فيما يلي عددًا من المجلات العلمية المهمة التي تصدر في مجال علم النفس السريري أو تعد ذات صلة به.
- مجلة American Journal of Psychotherapy
- مجلة Annual Review of Clinical Psychology
- مجلة Annual Review of Psychology
- مجلة British Journal of Psychotherapy
- مجلة British Journal of Clinical Psychology
- مجلة Clinical Psychology and Psychotherapy
- مجلة Clinical Psychology Review
- Clinical Psychology: Science and Practice
- In Session: Psychotherapy in Practice
- مجلة International Journal of Psychopathology,

Psychopharmacology, and Psychotherapy 
''
- مجلة International Journal of Psychotherapy
- مجلة Journal of Abnormal Psychology
- مجلة Journal of Affective Disorders
- مجلة Journal of Anxiety Disorders
- مجلة Journal of Child Psychotherapy
- مجلة Journal of Clinical Child Psychology
- مجلة Journal of Clinical Psychiatry
- مجلة Journal of Clinical Psychology
- مجلة Journal of Clinical Psychology in Medical Settings
- مجلة Journal of Clinical Psychopharmacology

- مجلة Journal of Consulting and Clinical Psychology
- مجلة Journal of Contemporary Psychotherapy
- مجلة Journal of Family Psychotherapy
- مجلة Journal of Psychotherapy Integration
- مجلة Journal of Psychotherapy Praxis & Research
- مجلة Journal of Rational-Emotive and Cognitive Behaviour Therapy
- مجلة Journal of Social and Clinical Psychology
- مجلة Psychopathology
- مجلة Psychotherapy & Psychosomatics
- مجلة Psychotherapy Research

انظر أيضًا: قائمة المجلات التي تصدرها جمعية علم النفس الأمريكية في empirical journals published by the APA

## أبرز أعلام علم النفس السريري
- آرون بيك
- أبراهام ماسلو
- ألبرت باندورا
- ألبرت إليس
- ألفريد آدلر
- آنا فرويد
- كارل غوستاف يونغ
- كارل روجرز
- ديفيد شاكو
- دونالد وودز وينيكوت
- إريك فروم
- إريك إريكسون
- فريتز بيرلز
- جورج كيلي
- جوردون ألبورت
- هانز آيزينك
- هاري ستاك سوليفان
- هاينز كوهوت
- إرفين يالوم
- جيمس بوجينتال
- جون باولبي
- جون جوتمان
- جوزيف وولب
- كارين هورني
- لايتنر ويتمر
- ميلتون إتش. إريكسون
- أوتو إف. كيرنبيرج
- أوتو رانك
- روبرت يركس
- رولو ماي
- رونالد ديفيد لينج
- سيجموند فرويد
- ستانيسلاف جروف
- مارشا إم. لينهان
- مارتن سليجمان
- ماري إينسورث
- ميلاني كلاين
- موريتا شوما
- فيكتور فرانكل
- ويلهلم رايخ

## وصلات خارجية
- American Academy of Clinical Psychology
- American Association for Marriage and Family Therapy
- American Board of Professional Psychology
- Annual Review of Clinical Psychology
- APA Society of Clinical Psychology (Division 12)
- Psychology Careers Blog نسخة محفوظة 15 يوليو 2011 على موقع واي باك مشين. يعرض المقالات والموضوعات المهمة التي تتعلق بمهام علم النفس وفروعه الأخرى.
- Association of State and Provincial Psychology Boards (ASPPB)
- Info on the field of psychology form the U.S. Department of Labor, Bureau of Labor Statistics
- International Society of Clinical Psychology
- Journal of Clinical Psychiatry
- NAMI: National Alliance on Mental Illness
- National Institute of Mental Health
- Psychology definitions